# Рихвалд (Бардјејов)
Рихвалд (слч. Richvald) насељено је мјесто са административним статусом сеоске општине (слч. obec) у округу Бардјејов, у Прешовском крају, Словачка Република.

## Становништво
| Година:    | 1994. | 2004.   | 2014.   | 2024.   |
| ---------- | ----- | ------- | ------- | ------- |
| Број људи: | 1023  | 983     | 997     | 1023    |
| Разлика:   |       | -3,91 % | +1,42 % | +2,60 % |

| Година:    | 2023. | 2024.   |
| ---------- | ----- | ------- |
| Број људи: | 1011  | 1023    |
| Разлика:   |       | +1,18 % |

Према подацима о броју становника из 2024. године насеље је имало 1023 становника.